# Список глав государств в 1967 году
| 1966 ← Список глав государств по годам → 1968 |

В списке перечислены лидеры государств по состоянию на 1967 год. В том случае, если ведущую роль в государстве играет коммунистическая партия, указан как де-юре глава государства — председатель высшего органа государственной власти, так и де-факто — глава коммунистической партии.
Цветом выделены страны, в которых в данном году произошли смены власти вследствие следующих событий:
- Получение страной независимости;
- Военный переворот, революция, всеобщее восстание ;
- Президентские выборы;
- парламентские выборы, парламентский кризис;
- Смерть одного из руководителей страны;
- Иные причины.

## Азия
|                                                          | Арабские эмираты (протектораты Великобритании) | |                                                                | | |   |
|                                                          | | Абу-Даби | Эмир                                                           | Заид ибн Султан Аль Нахайян | 1966 год—2004 год |   |
|                                                          | Аджман | Эмир | Рашид III ибн Хумайд                                           | 1928 год—1981 год | |   |
|                                                          | Дубай | Шейх | Рашид ибн Саид Аль Мактум                                      | 1958 год—1971 год | |   |
|                                                          | Рас-эль-Хайма | Эмир | Сакр ибн Мухаммад                                              | 1948 год—2010 год | |   |
|                                                          | Умм-эль-Кайвайн | Эмир | Ахмад II бин Рашид аль-Муалла                                  | 1929 год—1981 год | |   |
|                                                          | Эль-Фуджайра | Шейх | Мохаммед бин Хамад                                             | 1938 год—1974 год | |   |
|                                                          | Шарджа | Шейх | Халид III бин Мухаммад                                         | 1965 год—1972 год | |   |
|                                                          | Афганистан | Афганистан | Король                                                         | Захир-шах | 1933 год—1973 год |   |
| Премьер-министр                                          | Афганистан | Афганистан | Мохаммад Майвандваль Абдулла Яфтали (и. о.) Нур Ахмад Эттемади | 1965 год—1967 год 1967 год 1967 год—1971 год | |   |
|                                                          | Бахрейн (протекторат Великобритании) | Бахрейн (протекторат Великобритании)                                                                                | Хаким                                                          | Иса ибн Салман Аль Халифа | 1961 год—1971 год |   |
|                                                          | Союз Бирма | Союз Бирма | Председатель Революционного совета                             | Не Вин | 1962 год—1974 год |   |
| Премьер-министр                                          | Союз Бирма | Союз Бирма | 1958 год—1960 год, 1962 год—1974 год                           | Не Вин | |   |
| Флаг Брунея                                              | Бруней (протекторат Великобритании) | Бруней (протекторат Великобритании)                                                                                 | Султан                                                         | Омар Али Сайфуддин III Хассанал Болкиах | 1950 год—1967 год 1967 год — настоящее время |   |
|                                                          | Бутан | Бутан | Король                                                         | Джигме Дорджи Вангчук | 1952 год—1972 год |   |
|                                                          | Республика Вьетнам | Республика Вьетнам                                                                                                  | Президент                                                      | Нгуен Ван Тхьеу | 1965 год—1975 год |   |
| Премьер-министр                                          | Республика Вьетнам | Республика Вьетнам                                                                                                  | Нгуен Као Ки Нгуен Ван Лок                                     | 1965 год—1967 год 1967 год—1968 год | |   |
|                                                          | Демократическая Республика Вьетнам | Демократическая Республика Вьетнам                                                                                  | Председатель ЦК Партии трудящихся Вьетнама                     | Хо Ши Мин | 1951 год—1969 год |   |
| Президент                                                | Демократическая Республика Вьетнам | Демократическая Республика Вьетнам                                                                                  | 1945 год—1969 год                                              | Хо Ши Мин | |   |
| Премьер-министр                                          | Демократическая Республика Вьетнам | Демократическая Республика Вьетнам                                                                                  | Фам Ван Донг                                                   | 1955 год—1976 год | |   |
| Флаг Израиля                                             | Израиль | Израиль | Президент                                                      | Залман Шазар | 1963 год—1973 год |   |
| Флаг Израиля                                             | Израиль | Израиль | Премьер-министр                                                | Леви Эшколь | 1963 год—1969 год |   |
|                                                          | Индия | Индия | Президент                                                      | Сарвепалли Радхакришнан Закир Хусейн | 1962 год—1967 год 1967 год—1969 год |   |
| Премьер-министр                                          | Индия | Индия | Индира Ганди                                                   | 1966 год—1977 год, 1980 год—1984 год | |   |
| Флаг Индонезии                                           | Индонезия | Индонезия | Президент                                                      | Сукарно Сухарто | (1945 год—1949 год, 1950 год—1967 год) 1967 год—1998 год |   |
| Флаг Иордании                                            | Иордания | Иордания | Король                                                         | Хусейн ибн Талал | 1952 год—1999 год |   |
| Флаг Иордании                                            | Иордания | Иордания | Премьер-министр                                                | Васфи ат-Телль Хусейн ибн Насер Саад Джумаа Бахджат ат-Тальхуни | (1962 год—1963 год, 1965 год—1967 год, 1970 год—1971 год) (1963 год—1964 год, 1967 год) 1967 год (1960 год—1962 год, 1964 год—1965 год, 1967 год—1969 год, 1969 год—1970 год) |   |
|                                                          | Ирак | Ирак | Президент                                                      | Абд ар-Рахман Ареф | 1966 год—1968 год |   |
| Премьер-министр                                          | Ирак | Ирак | Наджи Талиб Абд ар-Рахман Ареф Тахир Яхья                      | 1966 год—1967 год 1967 год (1963 год—1965 год, 1967 год—1968 год) | |   |
|                                                          | Иран | Иран | Шах                                                            | Мохаммед Реза Пехлеви | 1941 год—1979 год |   |
| Премьер-министр                                          | Иран | Иран | Амир Аббас Ховейда                                             | 1965 год—1977 год | |   |
|                                                          | Йеменская Арабская Республика | Йеменская Арабская Республика                                                                                       | Президент                                                      | Абдалла Ас-Саляль Абдель Рахман Арьяни | 1962 год—1967 год 1967 год—1974 год |   |
| Премьер-министр                                          | Йеменская Арабская Республика | Йеменская Арабская Республика                                                                                       | Абдалла Ас-Саляль Мухсин Ахмад Аль-Айни Хасан Аль-Амри         | (1962 год—1963 год, 1965 год, 1966 год—1967 год) (1967 год, 1969 год, 1970 год—1971 год, 1971 год—1972 год, 1974 год—1975 год) (1964 год, 1965 год, 1965 год—1966 год, 1967 год—1969 год, 1971 год) | |   |
|                                                          | Народная Демократическая Республика Йемен Британский протекторат Аден, получивший независимость 30 ноября 1967 года                                          | Народная Демократическая Республика Йемен Британский протекторат Аден, получивший независимость 30 ноября 1967 года | Президент                                                      | Кахтан Мухаммед Аш-Шааби | 1967 год—1969 год |   |
|                                                          | Йеменские султанаты и шейхства (протекторат Великобритании Аден). После образования Народной Демократической Республики Йемен упразднены и вошли в ее состав | |                                                                | | |   |
|                                                          | | Алави | Шейх                                                           | Салих ибн Сайель аль-Алави | 1940 год—1967 год |   |
|                                                          | Акраби | Шейх | Махмуд ибн Мухаммад аль-Акраби                                 | 1957 год—1967 год | |   |
|                                                          | Аудхали | султан | Салих ибн Аль-Хусейн                                           | 1928 год—1967 год | |   |
|                                                          | Верхний Аулаки | Султан | Авад ибн Салих                                                 | 1935 год—1967 год | |   |
|                                                          | Верхняя Яфа | Султан | Мухаммад II бин Салих аль-Хархара                              | 1948 год—1967 год | |   |
|                                                          | Дали | Эмир | Шафауль III бин Али аль-Амири                                  | 1954 год—1967 год | |   |
|                                                          | Касири | Султан | Аль-Хусейн ибн Али                                             | 1949 год—1967 год | |   |
|                                                          | Куайти | Султан | Галиб II ибн Авад аль-Куайти                                   | 1966 год—1967 год | |   |
|                                                          | Лахедж | Султан | Фадл VI ибн Абд аль-Карим                                      | 1958 год—1967 год | |   |
|                                                          | Мафлахи | Шейх | Аль-Касим ибн Абд аль-Рахман                                   | 1920 год—1967 год | |   |
|                                                          | Нижний Аулаки | Султан | Насир III ибн Айдарус аль-Аулаки                               | 1947 год—1967 год | |   |
|                                                          | Нижняя Яфа | Cултан | Махмуд ибн Айдарус аль-Афифи                                   | 1958 год—1967 год | |   |
|                                                          | Фадли | Cултан | Насир бин Абдаллах аль-Фадли                                   | 1964 год—1967 год | |   |
|                                                          | Шаиб | Шейх | Яхья ибн Мутаххар аль-Саклади                                  | 1965 год—1967 год | |   |
|                                                          | Камбоджа | Камбоджа | Глава государства                                              | Нородом Сианук | 1960 год—1970 год |   |
| Премьер-министр                                          | Камбоджа | Камбоджа | Лон Нол Сон Санн                                               | (1966 год—1967 год, 1969 год—1971 год) 1967 год—1968 год | |   |
|                                                          | Катар (протекторат Великобритании) | Катар (протекторат Великобритании)                                                                                  | Эмир                                                           | Ахмад бин Али Аль Тани | 1960 год—1972 год |   |
|                                                          | Кипр | Кипр | Президент                                                      | Архиепископ Макариос III | 1960 год—1974 год 1974 год—1977 год |   |
|                                                          | Китайская Народная Республика | Китайская Народная Республика                                                                                       | Генеральный секретарь ЦК Коммунистической партии Китая         | Мао Цзэдун | 1943 год—1976 год |   |
| Председатель                                             | Китайская Народная Республика | Китайская Народная Республика                                                                                       | Лю Шаоци                                                       | 1959 год—1968 год | |   |
| Премьер Госсовета                                        | Китайская Народная Республика | Китайская Народная Республика                                                                                       | Чжоу Эньлай                                                    | 1949 год—1976 год | |   |
|                                                          | Китайская Республика (Тайвань) | Китайская Республика (Тайвань)                                                                                      | Президент                                                      | Чан Кайши | 1950 год—1975 год |   |
| Председатель Исполнительного Юаня                        | Китайская Республика (Тайвань) | Китайская Республика (Тайвань)                                                                                      | Янь Цзягань                                                    | 1963 год—1972 год | |   |
|                                                          | Корейская Народно-Демократическая Республика | Корейская Народно-Демократическая Республика                                                                        | Генеральный секретарь ЦК Трудовой партии Кореи                 | Ким Ир Сен | 1966 год—1994 год |   |
| Председатель кабинета министров                          | Корейская Народно-Демократическая Республика | Корейская Народно-Демократическая Республика                                                                        | 1948 год—1972 год                                              | Ким Ир Сен | |   |
| Председатель Президиума Верховного народного собрания    | Корейская Народно-Демократическая Республика | Корейская Народно-Демократическая Республика                                                                        | Чхве Ён Гон                                                    | 1957 год—1972 год | |   |
| Флаг Кувейта                                             | Кувейт | Кувейт | Эмир                                                           | Сабах ас-Салем ас-Сабах | 1965 год—1977 год |   |
| Флаг Кувейта                                             | Кувейт | Кувейт | Премьер-министр                                                | Джабер аль-Ахмед ас-Сабах | 1965 год—1977 год | ] |
|                                                          | Лаос | Лаос | Король                                                         | Саванг Ватхана | 1959 год—1975 год |   |
| Премьер-министр                                          | Лаос | Лаос | Суванна Фума                                                   | 1951 год—1954 год, 1956 год—1958 год, 1960 год, 1962 год—1975 год | |   |
| Флаг Ливана                                              | Ливан | Ливан | Президент                                                      | Шарль Элу | 1964 год—1970 год |   |
| Флаг Ливана                                              | Ливан | Ливан | Премьер-министр                                                | Рашид Караме | (1955 год—1956 год, 1958 год—1960 год, 1961 год—1964 год, 1965 год—1966 год, 1966 год—1968 год, 1969 год—1970 год, 1975 год—1976 год, 1984 год—1987 год)                      |   |
|                                                          | Малайзия | Малайзия | Янг ди-Пертуан Агонг (Верховный глава)                         | Исмаил Насируддин Шах | 1965 год—1970 год |   |
| Премьер-министр                                          | Малайзия | Малайзия | Абдул Рахман                                                   | 1957 год—1970 год | |   |
| Флаг Мальдивской Республики                              | Мальдивы | Мальдивы | Король                                                         | Мухаммед Фарид Диди | 1954 год—1968 год |   |
| Флаг Мальдивской Республики                              | Мальдивы | Мальдивы | Премьер-министр                                                | Ибрагим Насир | 1957 год—1968 год |   |
|                                                          | Монгольская Народная Республика | Монгольская Народная Республика                                                                                     | Первый секретарь ЦК Монгольской народной партии                | Юмжагийн Цеденбал | 1958 год—1984 год |   |
| Председатель Совета министров                            | Монгольская Народная Республика | Монгольская Народная Республика                                                                                     | 1952 год—1974 год                                              | Юмжагийн Цеденбал | |   |
| Председатель Президиума Великого Государственного Хурала | Монгольская Народная Республика | Монгольская Народная Республика                                                                                     | Жамсарангийн Самбу                                             | 1954 год—1972 год | |   |
|                                                          | Непал | Непал | Король                                                         | Махендра | 1955 год—1972 год |   |
| Премьер-министр                                          | Непал | Непал | Сурья Бахадур Тхапа                                            | 1963 год—1964 год, 1965 год—1969 год, 1979 год—1983 год, 1997 год—1997 год, 2003 год—2004 год | |   |
|                                                          | Оман (протекторат Великобритании) | Оман (протекторат Великобритании)                                                                                   | Султан                                                         | Саид бин Таймур | 1932 год—1970 год |   |
| Флаг Пакистана                                           | Пакистан | Пакистан | Президент                                                      | Мухаммед Айюб Хан | 1958 год—1969 год |   |
| Флаг Пакистана                                           | | Дир | Наваб                                                          | Мохаммад Шах Хосру Хан | 1960 год—1969 год |   |
| Флаг Пакистана                                           | | Хунза | мир                                                            | Мухаммад Джамаль Хан | 1945 год—1974 год |   |
|                                                          | Саудовская Аравия | Саудовская Аравия                                                                                                   | Король                                                         | Фейсал ибн Абдул-Азиз Аль Сауд | 1964 год—1975 год |   |
| Премьер-министр                                          | Саудовская Аравия | Саудовская Аравия                                                                                                   | 1954 год—1960 год, 1962 год—1975 год                           | Фейсал ибн Абдул-Азиз Аль Сауд | |   |
|                                                          | Сикким | Сикким | Чогьял                                                         | Палден Тондуп Намгьял | 1963 год—1975 год |   |
| Флаг Сингапура                                           | Сингапур | Сингапур | Президент                                                      | Юсоф бин Исхак | 1965 год—1970 год |   |
| Флаг Сингапура                                           | Сингапур | Сингапур | Премьер-министр                                                | Ли Куан Ю | 1959 год—1990 год |   |
|                                                          | Сирия | Сирия | Президент                                                      | Нуреддин Аль-Атаси | 1966 год—1970 год |   |
| Премьер-министр                                          | Сирия | Сирия | Юсуф Зуэйин                                                    | 1965 год, 1966 год—1968 год | |   |
| Флаг Таиланда                                            | Таиланд | Таиланд | Король                                                         | Рама IX (Пхумипон Адульядет) | 1946 год—2016 год |   |
| Флаг Таиланда                                            | Таиланд | Таиланд | Премьер-министр                                                | Таном Киттикачон | 1958 год, 1963 год—1973 год |   |
|                                                          | Турция | Турция | Президент                                                      | Джевдет Сунай | 1966 год—1973 год |   |
| Премьер-министр                                          | Турция | Турция | Сулейман Демирель                                              | 1965 год—1971 год, 1975 год—1977 год, 1977 год—1978 год, 1979 год—1980 год, 1991 год—1993 год | |   |
|                                                          | Филиппины | Филиппины | Президент                                                      | Фердинанд Маркос | 1965 год—1986 год |   |
|                                                          | Цейлон (доминион Великобритании) | Цейлон (доминион Великобритании)                                                                                    | Королева                                                       | Елизавета II | 1952 год—1972 год |   |
| Генерал-губернатор                                       | Цейлон (доминион Великобритании) | Цейлон (доминион Великобритании)                                                                                    | Уильям Гопаллава                                               | 1962 год—1972 год | |   |
| Премьер-министр                                          | Цейлон (доминион Великобритании) | Цейлон (доминион Великобритании)                                                                                    | Дадли Шелтон Сенанаяке                                         | 1952 год—1953 год, 1960 год, 1965 год—1970 год | |   |
|                                                          | Южная Корея | Южная Корея | Президент                                                      | Пак Чонхи | 1962 год—1979 год |   |
| Премьер-министр                                          | Южная Корея | Южная Корея | Чон Иль Гвон                                                   | 1964 год—1970 год | |   |
|                                                          | Япония | Япония | Император                                                      | Хирохито (император Сёва) | 1926 год—1989 год |   |
| Премьер-министр                                          | Япония | Япония | Эйсаку Сато                                                    | 1964 год—1972 год | |   |

## Африка
| Флаг                                | Страна                                                                   | Страна                                                                   | Должность                                                  | Имя                                                                                | Начало и конец срока                                                       | Фото |
| ----------------------------------- | ------------------------------------------------------------------------ | ------------------------------------------------------------------------ | ---------------------------------------------------------- | ---------------------------------------------------------------------------------- | -------------------------------------------------------------------------- | ---- |
| Флаг Алжира                         | Алжир                                                                    | Алжир                                                                    | Председатель Революционного совета                         | Хуари Бумедьен                                                                     | 1965 год—1976 год                                                          |      |
|                                     | Биафра Восточная Нигерия, провозгласившая независимость 30 мая 1967 года | Биафра Восточная Нигерия, провозгласившая независимость 30 мая 1967 года | Президент                                                  | Чуквемека Одумегву-Оджукву                                                         | 1967 год—1970 год                                                          |      |
| Флаг Ботсваны                       | Ботсвана                                                                 | Ботсвана                                                                 | Президент                                                  | Серетсе Кхама                                                                      | 1966 год—1980 год                                                          |      |
|                                     | Бурунди                                                                  | Бурунди                                                                  | Президент                                                  | Мишель Мичомберо                                                                   | 1966 год—1976 год                                                          |      |
| Премьер-министр                     | Бурунди                                                                  | Бурунди                                                                  | Мишель Мичомберо                                           | 1966 год—1972 год                                                                  |                                                                            |      |
|                                     | Верхняя Вольта                                                           | Верхняя Вольта                                                           | Президент                                                  | Сангуле Ламизана                                                                   | 1966 год—1980 год                                                          |      |
| Флаг Габона                         | Габон                                                                    | Габон                                                                    | Президент                                                  | Леон Мба Омар Бонго                                                                | 1960 год—1967 год 1967 год—2009 год                                        |      |
| Флаг Гамбии                         | Гамбия                                                                   | Гамбия                                                                   | Королева                                                   | Елизавета II                                                                       | 1965 год—1970 год                                                          |      |
| Флаг Гамбии                         | Гамбия                                                                   | Гамбия                                                                   | Генерал-губернатор                                         | Фариманг Мамади Сингате                                                            | 1966 год—1970 год                                                          |      |
| Флаг Гамбии                         | Гамбия                                                                   | Гамбия                                                                   | Премьер-министр                                            | Дауда Джавара                                                                      | 1965 год—1970 год                                                          |      |
| Флаг Ганы                           | Гана                                                                     | Гана                                                                     | Президент                                                  | Джозеф Артур Анкра                                                                 | 1966 год—1969 год                                                          |      |
| Флаг Гвинеи                         | Гвинея                                                                   | Гвинея                                                                   | Президент                                                  | Ахмед Секу Туре                                                                    | 1958 год—1984 год                                                          |      |
|                                     | Дагомея                                                                  | Дагомея                                                                  | Президент                                                  | Кристоф Согло Жан-Батист Ашеме Морис Куаденте Альфонс Амаду Алле                   | 1965 год—1967 год 1967 год (1967 год, 1969 год) 1967 год—1968 год          |      |
| Премьер-министр                     | Дагомея                                                                  | Дагомея                                                                  | Морис Куаденте                                             | 1967 год—1968 год                                                                  |                                                                            |      |
|                                     | Замбия                                                                   | Замбия                                                                   | Президент                                                  | Кеннет Каунда                                                                      | 1964 год—1991 год                                                          |      |
|                                     | Камерун                                                                  | Камерун                                                                  | Президент                                                  | Ахмаду Ахиджо                                                                      | 1960 год—1982 год                                                          |      |
| Премьер-министр (Восточный Камерун) | Камерун                                                                  | Камерун                                                                  | Симон-Пьер Тшунгуи                                         | 1965 год—1972 год                                                                  |                                                                            |      |
| Премьер-министр (Западный Камерун)  | Камерун                                                                  | Камерун                                                                  | Огастин Нгом Джуа                                          | 1965 год—1968 год                                                                  |                                                                            |      |
| Флаг Кении                          | Кения                                                                    | Кения                                                                    | Президент                                                  | Джомо Кениата                                                                      | 1964 год—1978 год                                                          |      |
|                                     | Республика Конго                                                         | Республика Конго                                                         | Президент                                                  | Альфонс Массамба-Деба                                                              | 1963 год—1968 год                                                          |      |
| Премьер-министр                     | Республика Конго                                                         | Республика Конго                                                         | Амбруаз Нумазалай                                          | 1966 год—1968 год                                                                  |                                                                            |      |
|                                     | Демократическая Республика Конго                                         | Демократическая Республика Конго                                         | Президент                                                  | Мобуту Сесе Секо                                                                   | 1965 год—1997 год                                                          |      |
|                                     | Лесото                                                                   | Лесото                                                                   | Король                                                     | Мошвешве II                                                                        | 1966 год—1990 год, 1995 год—1996 год                                       |      |
| Премьер-министр                     | Лесото                                                                   | Лесото                                                                   | Джозеф Леабуа Джонатан                                     | 1966 год—1986 год                                                                  |                                                                            |      |
|                                     | Либерия                                                                  | Либерия                                                                  | Президент                                                  | Уильям Табмен                                                                      | 1944 год—1971 год                                                          |      |
|                                     | Ливия                                                                    | Ливия                                                                    | Король                                                     | Идрис I                                                                            | 1951 год—1969 год                                                          |      |
| Премьер-министр                     | Ливия                                                                    | Ливия                                                                    | Хуссейн Мазик Абдул Кадир аль-Бадри Абдул Хамид аль-Баккуш | 1965 год—1967 год 1967 год 1967 год—1968 год                                       |                                                                            |      |
|                                     | Мавритания                                                               | Мавритания                                                               | Президент                                                  | Моктар ульд Дадда                                                                  | 1960 год—1978 год                                                          |      |
| Флаг Мадагаскара                    | Мадагаскар                                                               | Мадагаскар                                                               | Президент                                                  | Филибер Циранана                                                                   | 1959 год—1972 год                                                          |      |
|                                     | Малави                                                                   | Малави                                                                   | Президент                                                  | Хастингс Банда                                                                     | 1966 год—1994 год                                                          |      |
| Флаг Мали                           | Мали                                                                     | Мали                                                                     | Президент                                                  | Модибо Кейта                                                                       | 1960 год—1968 год                                                          |      |
| Флаг Марокко                        | Марокко                                                                  | Марокко                                                                  | Король                                                     | Хасан II                                                                           | 1961 год—1999 год                                                          |      |
| Флаг Марокко                        | Марокко                                                                  | Марокко                                                                  | Премьер-министр                                            | Хасан II Мохамед Бенхима                                                           | (1961 год—1963 год, 1965 год—1967 год) 1967 год—1969 год                   |      |
| Флаг Нигера                         | Нигер                                                                    | Нигер                                                                    | Президент                                                  | Амани Диори                                                                        | 1960 год—1974 год                                                          |      |
| Флаг Нигерии                        | Нигерия                                                                  | Нигерия                                                                  | Президент                                                  | Якубу Говон                                                                        | 1966 год—1975 год                                                          |      |
|                                     | Объединённая Арабская Республика (Египет)                                | Объединённая Арабская Республика (Египет)                                | Президент                                                  | Гамаль Абдель Насер                                                                | 1958 год—1970 год                                                          |      |
| Премьер-министр                     | Объединённая Арабская Республика (Египет)                                | Объединённая Арабская Республика (Египет)                                | Мухаммед Сидки Сулейман Гамаль Абдель Насер                | 1966 год—1967 год (1958 год—1962 год, 1967 год—1970 год)                           |                                                                            |      |
|                                     | Родезия Самопровозглашённое государство                                  | Родезия Самопровозглашённое государство                                  | Королева                                                   | Елизавета II (формально)                                                           | 1965 год—1970 год                                                          |      |
| Офицер-администратор правительства  | Родезия Самопровозглашённое государство                                  | Родезия Самопровозглашённое государство                                  | Клиффорд Дюпон                                             | 1965 год—1970 год                                                                  |                                                                            |      |
| Премьер-министр                     | Родезия Самопровозглашённое государство                                  | Родезия Самопровозглашённое государство                                  | Ян Смит                                                    | 1965 год—1979 год                                                                  |                                                                            |      |
|                                     | Руанда                                                                   | Руанда                                                                   | Президент                                                  | Грегуар Кайибанда                                                                  | 1961 год—1973 год                                                          |      |
|                                     | Салум (с 1960 года протекторат Сенегала)                                 | Салум (с 1960 года протекторат Сенегала)                                 | маад                                                       | Фоде Но Гуйе Диуф                                                                  | 1935 год—1969 год                                                          |      |
|                                     | Свазиленд (протекторат Великобритании)                                   | Свазиленд (протекторат Великобритании)                                   | нгвеньяма (король)                                         | Собуза II                                                                          | 1899 год—1982 год                                                          |      |
| Премьер-министр                     | Свазиленд (протекторат Великобритании)                                   | Свазиленд (протекторат Великобритании)                                   | Макосини Дламини                                           | 1967 год—1976 год                                                                  |                                                                            |      |
| Флаг Сенегала                       | Сенегал                                                                  | Сенегал                                                                  | Президент                                                  | Леопольд Седар Сенгор                                                              | 1960 год—1980 год                                                          |      |
| Флаг Сомали                         | Сомали                                                                   | Сомали                                                                   | Президент                                                  | Аден Абдулла Осман Даар Абдирашид Али Шермарк                                      | 1960 год—1967 год 1967 год—1969 год                                        |      |
| Флаг Сомали                         | Сомали                                                                   | Сомали                                                                   | Премьер-министр                                            | Абдираззак Хаджи Хусейн Мохамед Хаджи Эгаль                                        | 1964 год—1967 год 1967 год—1969 год                                        |      |
|                                     | Судан                                                                    | Судан                                                                    | Председатель Верховного государственного совета            | Исмаил аль-Азхари                                                                  | 1965 год—1969 год                                                          |      |
| Премьер-министр                     | Судан                                                                    | Судан                                                                    | Садык аль-Махди Мухаммад Махгуб                            | (1966 год—1967 год, 1986 год—1989 год) (1965 год—1966 год, 1967 год—1969 год)      |                                                                            |      |
| Флаг Сьерра-Леоне                   | Сьерра-Леоне                                                             | Сьерра-Леоне                                                             | Королева                                                   | Елизавета II                                                                       | 1961 год—1971 год                                                          |      |
| Флаг Сьерра-Леоне                   | Сьерра-Леоне                                                             | Сьерра-Леоне                                                             | Генерал-губернатор                                         | Генри Джосия Бостон Эндрю Джаксон-Смит                                             | 1962 год—1967 год 1967 год—1968 год                                        |      |
| Флаг Сьерра-Леоне                   | Сьерра-Леоне                                                             | Сьерра-Леоне                                                             | Премьер-министр                                            | Альберт Маргаи Сиака Стивенс Дэвид Лансана Амбруаз Патрик Генда Эндрю Джаксон-Смит | 1964 год—1967 год (1967 год, 1968 год—1971 год) 1967 год 1967 год—1968 год |      |
| Флаг Танзании                       | Танзания                                                                 | Танзания                                                                 | Президент                                                  | Джулиус Ньерере                                                                    | 1964 год—1985 год                                                          |      |
| Флаг Того                           | Того                                                                     | Того                                                                     | Президент                                                  | Николас Грюницкий Клебер Даджо Гнассингбе Эйадема                                  | 1963 год—1967 год 1967 год 1967 год—2005 год                               |      |
|                                     | Тунис                                                                    | Тунис                                                                    | Президент                                                  | Хабиб Бургиба                                                                      | 1957 год—1987 год                                                          |      |
| Флаг Уганды                         | Уганда                                                                   | Уганда                                                                   | Президент                                                  | Милтон Оботе                                                                       | 1966 год—1971 год, 1980 год—1985 год                                       |      |
|                                     | Центральноафриканская Республика                                         | Центральноафриканская Республика                                         | Президент                                                  | Жан Бедель Бокасса                                                                 | 1966 год—1976 год                                                          |      |
| Флаг Чада                           | Чад                                                                      | Чад                                                                      | Президент                                                  | Франсуа Томбалбай                                                                  | 1960 год—1975 год                                                          |      |
| Флаг Чада                           | Чад                                                                      | Чад                                                                      | Премьер-министр                                            | Франсуа Томбалбай                                                                  | 1959 год—1975 год                                                          |      |
|                                     | Эфиопия                                                                  | Эфиопия                                                                  | Император                                                  | Хайле Селассие                                                                     | 1930 год—1936 год, 1941 год—1974 год                                       |      |
| Премьер-министр                     | Эфиопия                                                                  | Эфиопия                                                                  | Аклилу Хабте Вольде                                        | 1961 год—1974 год                                                                  |                                                                            |      |
|                                     | Южно-Африканская Республика                                              | Южно-Африканская Республика                                              | Государственный президент                                  | Чарльз Роббертс Сварт Джошуа Франсуа Науде (и. о.)                                 | 1961 год—1967 год 1967 год—1968 год                                        |      |
| Премьер-министр                     | Южно-Африканская Республика                                              | Южно-Африканская Республика                                              | Балтазар Форстер                                           | 1966 год—1978 год                                                                  |                                                                            |      |

## Европа
| Флаг                                                          | Страна                                    | Страна                                    | Должность                                                                              | Имя | Начало и конец срока                         | Фото |
| ------------------------------------------------------------- | ----------------------------------------- | ----------------------------------------- | -------------------------------------------------------------------------------------- | --- | -------------------------------------------- | ---- |
| Флаг Австрии                                                  | Австрия                                   | Австрия                                   | Федеральный президент                                                                  | Франц Йонас | 1965 год—1974 год                            |      |
| Флаг Австрии                                                  | Австрия                                   | Австрия                                   | Федеральный канцлер                                                                    | Йозеф Клаус | 1964 год—1970 год                            |      |
|                                                               | Албания                                   | Албания                                   | Первый секретарь Центрального Комитета                                                 | Энвер Ходжа | 1941 год—1985 год                            |      |
| Председатель Президиума Народного собрания                    | Албания                                   | Албания                                   | Хаджи Леши                                                                             | 1953 год—1982 год |                                              |      |
| Председатель Совета министров                                 | Албания                                   | Албания                                   | Мехмет Шеху                                                                            | 1954 год—1981 год |                                              |      |
| Флаг Андорры                                                  | Андорра                                   | Андорра                                   | Соправители                                                                            | Шарль Де Голль Президент Французской Республики                                                                                 | 1959 год—1969 год                            |      |
| Флаг Андорры                                                  | Андорра                                   | Андорра                                   | Соправители                                                                            | Рамон Иглеисас-и-Навори Епископ Урхельский                                                                                      | 1943 год—1969 год                            |      |
| Флаг Бельгии                                                  | Бельгия                                   | Бельгия                                   | Король                                                                                 | Бодуэн | 1951 год—1993 год                            |      |
| Флаг Бельгии                                                  | Бельгия                                   | Бельгия                                   | Премьер-министр                                                                        | Поль ван ден Буйнантс | 1966 год—1968 год, 1978 год—1979 год         |      |
|                                                               | Народная Республика Болгария              | Народная Республика Болгария              | Генеральный (Первый) секретарь ЦК Болгарской коммунистической партии                   | Тодор Живков | 1954 год—1989 год                            |      |
| Председатель Совета министров                                 | Народная Республика Болгария              | Народная Республика Болгария              | 1962 год—1971 год                                                                      | Тодор Живков |                                              |      |
| Председатель Президиума Народного собрания                    | Народная Республика Болгария              | Народная Республика Болгария              | Георгий Трайков                                                                        | 1964 год—1971 год |                                              |      |
| Флаг Ватикана                                                 | Ватикан                                   | Ватикан                                   | Папа                                                                                   | Павел VI | 1963 год—1978 год                            |      |
| Флаг Ватикана                                                 | Ватикан                                   | Ватикан                                   | Государственный секретарь                                                              | кардинал Амлето Джованни Чиконьяни                                                                                              | 1961 год—1969 год                            |      |
|                                                               | Великобритания                            | Великобритания                            | Королева                                                                               | Елизавета II | 1952 год—2022 год                            |      |
| Премьер-министр                                               | Великобритания                            | Великобритания                            | Гарольд Вильсон                                                                        | 1964 год—1970 год, 1974 год—1976 год                                                                                            |                                              |      |
| Флаг Венгрии                                                  | Венгерская Народная Республика            | Венгерская Народная Республика            | Генеральный секретарь ЦК Венгерской социалистической рабочей партии                    | Янош Кадар | 1956 год—1988 год                            |      |
| Флаг Венгрии                                                  | Венгерская Народная Республика            | Венгерская Народная Республика            | Председатель Президиума Венгерской Народной Республики                                 | Иштван Доби Пал Лошонци | 1952 год—1967 год 1967 год—1987 год          |      |
| Флаг Венгрии                                                  | Венгерская Народная Республика            | Венгерская Народная Республика            | Председатель Совета министров                                                          | Дьюла Каллаи Йенё Фок | 1965 год—1967 год 1967 год—1975 год          |      |
|                                                               | Германская Демократическая Республика     | Германская Демократическая Республика     | Генеральный секретарь ЦК Социалистической единой партия Германии                       | Вальтер Ульбрихт | 1950 год—1971 год                            |      |
| Председатель Государственного совета                          | Германская Демократическая Республика     | Германская Демократическая Республика     | 1960 год—1973 год                                                                      | Вальтер Ульбрихт |                                              |      |
| Председатель Совета министров                                 | Германская Демократическая Республика     | Германская Демократическая Республика     | Вилли Штоф                                                                             | 1964 год—1973 год, 1976 год—1989 год                                                                                            |                                              |      |
|                                                               | Греция                                    | Греция                                    | Король                                                                                 | Константин II Георгиос Дзойтакис (регент)                                                                                       | 1964 год—1974 год 1967 год—1972 год          |      |
| Премьер-министр                                               | Греция                                    | Греция                                    | Иоаннис Параскевопулос Панайотис Канеллопулос Константинос Колиас Георгиос Пападопулоc | (1963 год—1964 год, 1966 год—1967 год) (1945 год, 1967 год) 1967 год 1967 год—1973 год                                          |                                              |      |
| Флаг Дании                                                    | Дания                                     | Дания                                     | Король                                                                                 | Фредерик IX | 1947 год—1972 год                            |      |
| Флаг Дании                                                    | Дания                                     | Дания                                     | Премьер-министр                                                                        | Йенс Отто Краг | 1962 год—1968 год, 1971 год—1972 год         |      |
| Флаг Ирландии                                                 | Ирландия                                  | Ирландия                                  | Президент                                                                              | Имон де Валера | 1959 год—1973 год                            |      |
| Флаг Ирландии                                                 | Ирландия                                  | Ирландия                                  | Премьер-министр (тишек)                                                                | Джон Линч | 1966 год—1973 год, 1977 год—1979 год         |      |
| Флаг Исландии                                                 | Исландия                                  | Исландия                                  | Президент                                                                              | Аусгейр Аусгейрссон | 1952 год—1968 год                            |      |
| Флаг Исландии                                                 | Исландия                                  | Исландия                                  | Премьер-министр                                                                        | Бьярни Бенедиктссон | 1961 год, 1963 год—1970 год                  |      |
|                                                               | Испания                                   | Испания                                   | Каудильо                                                                               | Франсиско Франко | 1936 год—1975 год                            |      |
| Премьер-министр                                               | Испания                                   | Испания                                   | 1938 год—1973 год                                                                      | Франсиско Франко |                                              |      |
|                                                               | Италия                                    | Италия                                    | Президент                                                                              | Джузеппе Сарагат | 1964 год—1971 год                            |      |
| Премьер-министр                                               | Италия                                    | Италия                                    | Альдо Моро                                                                             | 1963 год—1968 год, 1974 год—1976 год                                                                                            |                                              |      |
|                                                               | Лихтенштейн                               | Лихтенштейн                               | Князь                                                                                  | Франц Иосиф II | 1938 год—1989 год                            |      |
| Премьер-министр                                               | Лихтенштейн                               | Лихтенштейн                               | Герард Батлинерд                                                                       | 1962 год—1970 год |                                              |      |
| Флаг Люксембурга                                              | Люксембург                                | Люксембург                                | Великий герцог                                                                         | Жан | 1964 год—2000 год                            |      |
| Флаг Люксембурга                                              | Люксембург                                | Люксембург                                | Премьер-министр                                                                        | Пьер Вернер | 1959 год—1974 год, 1979 год—1984 год         |      |
| Флаг Мальты                                                   | Мальта                                    | Мальта                                    | Королева                                                                               | Елизавета II | 1964 год — 1974 год                          |      |
| Флаг Мальты                                                   | Мальта                                    | Мальта                                    | Генерал-губернатор                                                                     | Морис Дорман | 1964 год—1971 год                            |      |
| Флаг Мальты                                                   | Мальта                                    | Мальта                                    | Премьер-министр                                                                        | Джордж Борг Оливер | 1964 год—1971 год                            |      |
| Флаг Монако                                                   | Монако                                    | Монако                                    | Князь                                                                                  | Ренье III | 1949 год—2005 год                            |      |
| Флаг Монако                                                   | Монако                                    | Монако                                    | Премьер-министр                                                                        | Поль Деманж | 1966 год—1969 год                            |      |
| Флаг Нидерландов                                              | Нидерланды                                | Нидерланды                                | Королева                                                                               | Юлиана | 1948 год—1980 год                            |      |
| Флаг Нидерландов                                              | Нидерланды                                | Нидерланды                                | Премьер-министр                                                                        | Елле Зейлстра Пит Де Йонгт | 1966 год—1967 год 1967 год—1971 год          |      |
| Флаг Норвегии                                                 | Норвегия                                  | Норвегия                                  | Король                                                                                 | Улаф V | 1957 год—1991 год                            |      |
| Флаг Норвегии                                                 | Норвегия                                  | Норвегия                                  | Премьер-министр                                                                        | Пер Бортен | 1965 год—1971 год                            |      |
| Флаг Польши                                                   | Польская Народная Республика              | Польская Народная Республика              | Председатель ЦК Польской объединенной рабочей партии                                   | Владислав Гомулка | 1956 год—1970 год                            |      |
| Флаг Польши                                                   | Польская Народная Республика              | Польская Народная Республика              | Председатель Государственного совета                                                   | Эдвард Охаб | 1964 год—1968 год                            |      |
| Флаг Польши                                                   | Польская Народная Республика              | Польская Народная Республика              | Председатель Совета министров                                                          | Юзеф Циранкевич | 1954 год—1970 год                            |      |
|                                                               | Португалия                                | Португалия                                | Президент                                                                              | Америку де Деуш Томаш | 1958 год—1974 год                            |      |
| Премьер-министр                                               | Португалия                                | Португалия                                | Антониу ди Салазар                                                                     | 1932 год—1968 год |                                              |      |
|                                                               | Социалистическая Республика Румыния       | Социалистическая Республика Румыния       | Генеральный (первый) секретарь ЦК Румынской коммунистической партии                    | Николае Чаушеску | 1965 год—1989 год                            |      |
| Председатель Государственного Совета                          | Социалистическая Республика Румыния       | Социалистическая Республика Румыния       | Киву Стойка Николае Чаушеску                                                           | 1965 год—1967 год 1967 год—1974 год                                                                                             |                                              |      |
| Премьер-министр                                               | Социалистическая Республика Румыния       | Социалистическая Республика Румыния       | Ион Георге Маурер                                                                      | 1961 год—1974 год |                                              |      |
| Флаг Сан-Марино                                               | Сан-Марино                                | Сан-Марино                                | Капитаны-регенты                                                                       | Джованни Вито Маркуччи и Франческо Мариа Франчини Витторио Россини и Альберто Лонфернини Доменико Форчеллини и Романо Микелотти | 1966 год—1967 год 1967 год 1967 год—1968 год |      |
|                                                               | Союз Советских Социалистических Республик | Союз Советских Социалистических Республик | Первый секретарь ЦК КПСС                                                               | Леонид Брежнев | 1964 год—1982 год                            |      |
| Председатель Совета министров                                 | Союз Советских Социалистических Республик | Союз Советских Социалистических Республик | Алексей Косыгин                                                                        | 1964 год—1980 год |                                              |      |
| Председатель Президиума Верховного Совета СССР                | Союз Советских Социалистических Республик | Союз Советских Социалистических Республик | Николай Подгорный                                                                      | 1965 год—1977 год |                                              |      |
|                                                               | Федеративная Республика Германии          | Федеративная Республика Германии          | Федеральный президент                                                                  | Генрих Любке | 1959 год—1969 год                            |      |
| Федеральный канцлер                                           | Федеративная Республика Германии          | Федеративная Республика Германии          | Курт Георг Кизингер                                                                    | 1966 год—1969 год |                                              |      |
|                                                               | Финляндия                                 | Финляндия                                 | Президент                                                                              | Урхо Калева Кекконен | 1956 год—1982 год                            |      |
| Премьер-министр                                               | Финляндия                                 | Финляндия                                 | Рафаэль Паасио                                                                         | 1966 год—1968 год, 1972 год |                                              |      |
|                                                               | Франция                                   | Франция                                   | Президент                                                                              | Шарль де Голль | 1959 год—1969 год                            |      |
| Премьер-министр                                               | Франция                                   | Франция                                   | Жорж Помпиду                                                                           | 1962 год—1968 год |                                              |      |
|                                                               | Чехословацкая Социалистическая Республика | Чехословацкая Социалистическая Республика | Президент                                                                              | Антонин Новотный | 1957 год—1968 год                            |      |
| Генеральный секретарь ЦК Коммунистической партии Чехословакии | Чехословацкая Социалистическая Республика | Чехословацкая Социалистическая Республика | 1953 год—1968 год                                                                      | Антонин Новотный |                                              |      |
| Премьер-министр                                               | Чехословацкая Социалистическая Республика | Чехословацкая Социалистическая Республика | Йозеф Ленарт                                                                           | 1963 год—1968 год |                                              |      |
| Флаг Швейцарии                                                | Швейцария                                 | Швейцария                                 | Президент                                                                              | Роже Бонвен | 1967 год, 1973 год                           |      |
|                                                               | Швеция                                    | Швеция                                    | Король                                                                                 | Густав VI Адольф | 1950 год—1973 год                            |      |
| Премьер-министр                                               | Швеция                                    | Швеция                                    | Таге Фритьоф Эрландер                                                                  | 1946 год—1969 год |                                              |      |
|                                                               | Югославия                                 | Югославия                                 | Председатель Президиума ЦК Союза коммунистов Югославии                                 | Иосип Броз Тито | 1945 год—1980 год                            |      |
| Президент                                                     | Югославия                                 | Югославия                                 | 1953 год—1980 год                                                                      | Иосип Броз Тито |                                              |      |
| Председатель Союзного исполнительного веча                    | Югославия                                 | Югославия                                 | Петар Стамболич Мика Шпиляк                                                            | 1963 год—1967 год 1967 год—1969 год                                                                                             |                                              |      |

## Океания
| Флаг                | Страна                                                                        | Должность          | Имя                                 | Начало и конец срока                 | Фото |
| ------------------- | ----------------------------------------------------------------------------- | ------------------ | ----------------------------------- | ------------------------------------ | ---- |
| Флаг Австралии      | Австралия                                                                     | Королева           | Елизавета II                        | 1952 год—2022 год                    |      |
| Флаг Австралии      | Австралия                                                                     | Генерал-губернатор | Ричард Кейси                        | 1965 год—1969 год                    |      |
| Флаг Австралии      | Австралия                                                                     | Премьер-министр    | Гарольд Холт Джон Макьюэн           | 1966 год—1967 год 1967 год—1968 год  |      |
| Флаг Новой Зеландии | Новая Зеландия                                                                | Королева           | Елизавета II                        | 1952 год—2022 год                    |      |
| Флаг Новой Зеландии | Новая Зеландия                                                                | Генерал-губернатор | Бернард Фергюссон Артур Порритт     | 1962 год—1967 год 1967 год—1972 год  |      |
| Флаг Новой Зеландии | Новая Зеландия                                                                | Премьер-министр    | Кит Холиок                          | 1957 год, 1960 год—1972 год          |      |
| Флаг островов Кука  | Острова Кука (государственное образование, ассоциированное с Новой Зеландией) | Премьер-министр    | Альберт Генри                       | 1965 год—1978 год                    |      |
| Флаг Самоа          | Западное Самоа                                                                | О ле Ао О ле Мало  | Малиетоа Танумафили II Сусуга       | 1962 год—2007 год                    |      |
| Флаг Самоа          | Западное Самоа                                                                | Премьер            | Фиаме Матаʻафа Фаумуина Мулинуʻу II | 1962 год—1970 год, 1973 год—1975 год |      |
| Флаг Тонги          | Тонга (протекторат Великобритании)                                            | Король             | Тауфа’ахау Тупоу IV                 | 1965 год—2006 год                    |      |
| Флаг Тонги          | Тонга (протекторат Великобритании)                                            | Премьер            | Фатафехи Туипелехаке                | 1965 год—1991 год                    |      |

## Северная и Центральная Америка
| Флаг                          | Страна                    | Должность                | Имя                                                | Начало и конец срока                                     | Фото |
| ----------------------------- | ------------------------- | ------------------------ | -------------------------------------------------- | -------------------------------------------------------- | ---- |
| Флаг Барбадоса                | Барбадос                  | Королева                 | Елизавета II                                       | 1966 год—2021 год                                        |      |
| Флаг Барбадоса                | Барбадос                  | Генерал-губернатор       | Джон Монтегю Стоу Арли Уинстон Скотт               | 1966 год—1967 год 1967 год—1976 год                      |      |
| Флаг Барбадоса                | Барбадос                  | Премьер-министр          | Эррол Бэрроу                                       | 1966 год—1976 год, 1986 год—1987 год                     |      |
|                               | Гаити                     | Президент                | Франсуа Дювалье                                    | 1957 год—1971 год                                        |      |
| Флаг Гватемалы                | Гватемала                 | Президент                | Хулио Мендес Монтенегро                            | 1966 год—1970 год                                        |      |
| Флаг Гондураса                | Гондурас                  | Президент                | Освальдо Лопес Арельяно                            | 1963 год—1971 год, 1972 год—1975 год                     |      |
| Флаг Доминиканской Республики | Доминиканская Республика  | Президент                | Хоакин Балагер                                     | 1960 год—1962 год, 1966 год—1978 год, 1986 год—1996 год  |      |
| Флаг Канады                   | Канада                    | Королева                 | Елизавета II                                       | 1952 год—2022 год                                        |      |
| Флаг Канады                   | Канада                    | Генерал-губернатор       | Жорж Ванье Роланд Миченер                          | 1959 год—1967 год 1967 год—1972 год                      |      |
| Флаг Канады                   | Канада                    | Премьер-министр          | Лестер Пирсон                                      | 1963 год—1968 год                                        |      |
|                               | Коста-Рика                | Президент                | Хосе Трехос Фернандес                              | 1966 год—1970 год                                        |      |
|                               | Куба                      | Премьер-министр          | Фидель Кастро                                      | 1965 год—2011 год                                        |      |
| Премьер-министр               | Куба                      | 1959 год—2008 год        | Фидель Кастро                                      |                                                          |      |
| Президент                     | Куба                      | Освальд Дортикос Торрадо | 1959 год—1976 год                                  |                                                          |      |
|                               | Мексика                   | Президент                | Густаво Диас Ордас                                 | 1964 год—1970 год                                        |      |
|                               | Никарагуа                 | Президент                | Лоренсо Герреро Гутьеррес Анастасио Сомоса Дебайле | 1966 год—1967 год (1967 год—1972 год, 1974 год—1979 год) |      |
|                               | Панама                    | Президент                | Марко Аурелио Роблес                               | 1964 год—1968 год                                        |      |
| Флаг Сальвадора               | Сальвадор                 | Президент                | Хулио Ривера Карбальо Фидель Санчес Эрнандес       | 1962 год—1967 год 1967 год—1972 год                      |      |
| Флаг США                      | Соединённые Штаты Америки | Президент                | Линдон Джонсон                                     | 1963 год—1969 год                                        |      |
| Флаг Тринидада и Тобаго       | Тринидад и Тобаго         | Королева                 | Елизавета II                                       | 1962 год — 1976 год                                      |      |
| Флаг Тринидада и Тобаго       | Тринидад и Тобаго         | Генерал-губернатор       | Соломон Хочой                                      | 1962 год—1972 год                                        |      |
| Флаг Тринидада и Тобаго       | Тринидад и Тобаго         | Премьер-министр          | Эрик Уильямс                                       | 1962 год—1981 год                                        |      |
| Флаг Ямайки                   | Ямайка                    | Королева                 | Елизавета II                                       | 1962 год—2022 год                                        |      |
| Флаг Ямайки                   | Ямайка                    | Генерал-губернатор       | Клиффорд Кэмпбеллд                                 | 1962 год—1973 год                                        |      |
| Флаг Ямайки                   | Ямайка                    | Премьер-министр          | Александр Бустаманте Дональд Сангстер Хью Ширер    | 1962 год—1967 год 1967 год 1967 год—1972 год             |      |

## Южная Америка
| Флаг           | Страна    | Должность                                         | Имя                                             | Начало и конец срока                         | Фото |
| -------------- | --------- | ------------------------------------------------- | ----------------------------------------------- | -------------------------------------------- | ---- |
| Флаг Аргентины | Аргентина | Президент                                         | Хуан Карлос Онганиа                             | 1966 год—1970 год                            |      |
| Флаг Боливии   | Боливия   | Президент                                         | Рене Баррьентос Ортуньо                         | 1966 год—1969 год                            |      |
|                | Бразилия  | Президент                                         | Умберту Кастелу Бранку Артур да Коста-и-Силва   | 1964 год—1967 год 1967 год—1969 год          |      |
|                | Венесуэла | Президент                                         | Рауль Леони                                     | 1964 год—1969 год                            |      |
| Флаг Гайаны    | Гайана    | Королева                                          | Елизавета II                                    | 1962 год — 1970 год                          |      |
| Флаг Гайаны    | Гайана    | Генерал-губернатор                                | Дэвид Роуз                                      | 1966 год—1969 год                            |      |
| Флаг Гайаны    | Гайана    | Премьер-министр                                   | Форбс Бёрнхем                                   | 1966 год—1980 год                            |      |
| Флаг Колумбии  | Колумбия  | Президент                                         | Карлос Льерас Рестрепо                          | 1966 год—1970 год                            |      |
|                | Парагвай  | Президент                                         | Альфредо Стресснер                              | 1954 год—1989 год                            |      |
| Флаг Перу      | Перу      | Президент                                         | Фернандо Белаунде Терри                         | 1963 год—1968 год, 1980 год—1985 год         |      |
| Флаг Перу      | Перу      | Председатель Совета министров                     | Даниэль Бесерра Эдгардо Сеоане Рауль Ферреро    | 1965 год—1967 год 1967 год 1967 год—1968 год |      |
| Флаг Уругвая   | Уругвай   | Президент Национального правительственного совета | Альберто Эбер Ушер                              | 1966 год—1967 год                            |      |
| Флаг Уругвая   | Уругвай   | Президент                                         | Хестидо, Оскар Диего Хестидо Хорхе Пачеко Ареко | 1967 год 1967 год—1972 год                   |      |
| Флаг Чили      | Чили      | Президент                                         | Эдуардо Фрей Монтальва                          | 1964 год—1970 год                            |      |
| Флаг Эквадора  | Эквадор   | Президент                                         | Отто Аросемена                                  | 1966 год—1968 год                            |      |

## Комментарии
1. ↑  Ушёл в отставку 11 октября 1967 года.
2. ↑  Отрёкся от престола в пользу своего сына. С 1984 года министр обороны. Скончался в 1986 году.
3. ↑  3 сентября 1967 года избран президентом Южного Вьетнама.
4. ↑  Был избран вице-президентом страны и ушёл в отставку после парламентских выборов 22 октября 1967 года. В 1975 году эмигрировал в США, жил в Калифорнии. Скончался в 2011 году в Куала-Лумпуре (Малайзия).
5. ↑  7 февраля 1967 года предложил передать всю реальную власть генералу Сухарто, сохранив за собой формальный титул президента, но предложение был отвергнуто. Смещён с поста решением чрезвычайной сессии Временного народного консультативного конгресса, обвинён в поощрении «Движения 30 сентября» 1965 года. Военные ограничили свободу передвижения Сукарно, в начале мая решением Президиума кабинета министров № 62 он был официально лишён титула президента и отправлен в Богор. В середине июня 1970 года в связи с ухудшением здоровья был доставлен в госпиталь сухопутных войск в Джакарте, где скончался 21 июня 1970 года.
6. ↑  Военный, генерал-лейтенант, командующий сухопутными войсками. Назначен исполняющим обязанности президента чрезвычайной сессией Временного народного консультативного конгресса. Служил в голландской колониальной армии, затем в армии Индонезии. Подавил «Движение 30 сентября» 1965 года и 11 марта 1966 года получил от президента Сукарно чрезвычайнее полномочия.
7. ↑  Военный, маршал. Свернут в ходе переворота 5 ноября 1967 года во время поездки в Ирак и СССР. Заочно приговорён к смертной казни. В 1981 году был амнистирован и вернулся в Йемен. Скончался в Сане в 1994 году.
8. ↑  Судья, один из лидеров антимонархической оппозиции, после революции 1962 года — член Совета революционного командования, Президентского совета. В 1963—1964 годах занимал посты вице-президента и премь6ер-министра. Официальный титул — Председатель Республиканского совета.
9. ↑  Генеральный секретарь Национального фронта освобождения оккупированного Юга Йемена с 1963 года. Инженер специалист по сельскому хозяйству, получил образование в Адене и Хартуме. Был директором департамента сельского хозяйства Лахаджа, затем перешёл к антибританской деятельности и стал одним из основателей НФОЮЙ.
10. ↑  19 июня 1965 г. возглавил военный переворот и стал председателем Революционного совета, а затем и Совета министров.
11. ↑  Военный, подполковник, губернатор Восточной Нигерии. Служил в нигерийской армии, после участия в миссии ООН в Конго (1964) был назначен командиром 6-го батальона в Кано. С января 1966 года военный губернатор Восточной Нигерии. 27 мая 1967 получил от Консультативной ассамблеи Восточной области право провозгласить независимость Биафры. Независимость была провозглашена после декрета федерального правительства Нигерии от 27 мая 1967 года о разделении страны на 12 штатов.
12. ↑  В августе 1967 года был госпитализирован во Франции для лечения рака. Скончался в Париже 27 ноября 1967 года.
13. ↑  Вице-президент с марта 1967 года. Сын вождя, до 1960 года служил лётчиком в военной авиации Французской Экваториальной Африки, капитан. С 1960 года работал в министерстве иностранных дел Габона, был директором кабинета президента республики, ведал вопросами государственной безопасности и обороны. В 1965—1966 годах министр при президенте по вопросам национальной обороны, информации и туризма.
14. ↑  16 декабря 1967 года вступил в конфликт с начальником штаба армии подполковником Альфонсом Алле. Свергнут в ходе переворота 17 декабря 1967 года диверсионно-десантными частями майоров Матьё Кереку и Мориса Куандете. Помещён под домашний арест. Отошёл от политики, скончался в 1983 году
15. ↑  Военный, капитан. Председатель бюро Военного революционного совета. В июле 1968 года предан суду чрезвычайного трибунала за хищение 68 млн африканских франков.
16. ↑  Военный, майор, командир диверсионной части в Уиде. В 1972 году обвинён в заговоре и приговорён к смерти, но после очередного переворота был помилован. Скончался в 2003 году.
17. ↑  Военный, подполковник, начальник Генерального штаба армии с 1965 года. Служил во французской армии, воевал в Индокитае и Алжире. В ходе переворота 17 декабря 1967 года арестован и отправлен в военный лагерь Газо, но затем в результате компромисса между группами военным был призван к власти как временный глава государства до проведения выборов в 1968 году.
18. ↑  Пост восстановлен 19 декабря 1967 года после военного переворота.
19. ↑  Прямое королевское правление Хассана II.
20. ↑  Помещён под домашний арест после переворота 21 марта 1967 года.
21. ↑  Военный, подполковник. В момент переворотов 21 и 23 марта находился на стажировке в Англии и был призван к власти офицерами, составившими Комитет национальной реформации.
22. ↑  Освобождён от поста премьер-министра решением генерал-губернатора после парламентских выборов 17 марта 1967 года.
23. ↑  Лидер партии Всеобщий народный конгресс, одержавшей победу на парламентских выборах 17 марта. Через несколько часов после назначения премьер-министром был свергнут генералом Д.Лансаной, объявившим его назначение незаконным, так как не был завершён подсчёт голосов.
24. ↑  Военный, бригадный генерал, главнокомандующий армией. Свергнут в ходе переворота 23 марта и в 1968 году приговорён к 5 годам тюрьмы. В 1975 году был обвинён в измене и казнён.
25. ↑  Председатель Комитета национальной реформации до возвращения из Великобритании Э.Джаксона-Смита.
26. ↑  Эмигрировал в Кот-д’Ивуар. Скончался в 1969 году в Париже после автомобильной аварии.
27. ↑  Военный, полковник. Временный глава государства.
28. ↑  Военный, подполковник, начальник генерального штаба с 1965 года. В апреле 1967 года объявил себя президентом без проведения выборов. Сержантом участвовал в перевороте 1963 года.
29. ↑  Председатель Сената, исполнял обязанности президента в связи со смертельной болезнью Теофилуса Дёнгеса, избранного президентом ЮАР в феврале 1967 года.
30. ↑  В декабре 1967 годапосле неудачной попытки восстания против режима «черных полковников» покинул страну.
31. ↑  Назначен регентом после бегства королевской семьи в Италию. Военный, генерал-лейтенант, командующий III корпусом в Салониках. Возраст — ок. 57 лет. В 1932 году окончил военную академию, участвовал в Греко-итальянской войне, кампании против вермахта, в партизанском движении и гражданской войне. В 1950-х годах прошёл обучение в США и ФРГ, был личным адъютантом короля Павла, начальником штаба 1-го корпуса, командовал I и III армейскими корпусами.
32. ↑  17 декабря 1967 года пропал без вести во время купания. Nело премьер-министра так и не было найдено? 19 декабря он был признан умершим.
33. ↑  Скончался 5 марта 1967 года в Оттаве в возрасте 78 лет.
34. ↑  Скончался 11 апреля 1967 года в возрасте 55 лет.
35. ↑  На проведённом 27 ноября 1966 года референдуме была принята новая конституция, вступившая в силу 15 февраля 1967 года и восстановившая институт президентства и прямые выборы совместно номинируемых президента и вице-президента.